# Völgyi György
Eölvedy/Ölvedi Völgyi György, névváltozat: Ölvödi (Dunaföldvár, 1827. április 24. (keresztelés) – Budapest, 1893. február 7.) színész, színigazgató.

## Pályafutása
Ölvödi György szabó és Benczelits Terézia fia. 1847-ben kezdte színészi karrierjét Hetényi József társulatában. Ezután a szabadságharcban toborzótiszt volt, majd 1851-től újból színész. Tagja volt Molnár György és Latabár Endre társulatainak. 1864-ben megpróbálkozott az igazgatással, ezután harminc évig járta az országot társulataival. 1870. november 15-étől 1871. február 28-ig Egerben, március 9-től április 23-ig Nagyváradon, Kecskeméten keresztül utazólag 7 előadást tartott, május 18-tól augusztus 18-ig Esztergomban, és augusztus 21-től szeptember 30-ig Balassagyarmaton. A kecskeméti téli idény október 12-én kezdődött.
1872-ben Novák Sándor színigazgatóval társult. 1874-ben az István téri Színházat vezette három hétig, azonban anyagi bukása volt eme vállalkozása. 1875 és 1878 között a Dél-Dunántúlon, majd Észak-Magyarországon fordult meg, két évig pedig az Alföldön szerepelt. 1886-tól Dél-Magyarországon tartózkodott, felkereste Siklóst, Szigetvárt, Kalocsát. 1891 elején súlyos betegsége miatt fiára, Völgyi Ödönre bízta az igazgatói feladatokat. A Nemzeti Színház újdonságait ő is átvette bemutatásra. Nagyváradon színre vitte Szigligeti Ede Vid című drámáját, Rákosi Jenő A póruljárt finánc komissárius című komédiáját és Rajkai Friebeisz István Miatyánk Isten című színdarabját is. Társulataiban neves fővárosi művészek is megfordultak vendégszereplőként. Az angyalföldi őrültek házában hunyt el orbánc következtében.
Első felesége Temmer Karolina, elhunyt 1873. március 3-án Aradon. Második felesége Tóth Terézia színésznő volt.

## Működési adatai
1847–48, ill. 1851–52: Hetényi József; 1852–54: Szőllősy Mihály, Szuper Károly; 1856–57: Hetényi József, Molnár György; 1858–59: Latabár Endre; 1861: Hubay Gusztáv; 1868–69: Kőmíves Imre.
Igazgatóként: 1869–70: Baja; 1870: Esztergom, Losonc, Rimaszombat; 1870–71: Eger; 1871: Nagyvárad, Kecskemét; Esztergom, Balassagyarmat; 1871–72: Kecskemét; 1872: Rimaszombat, Losonc, Balassagyarmat; 1872–73: Kecskemét; 1873: Balassagyarmat; 1873–74: Pécs; 1874: Szentes, Komárom, Városliget, Eger; 1874–75: Siklós, Szigetvár, Kecskemét; 1875: Szigetvár, Kaposvár, Nagykanizsa; 1875–76: Baja; 1876: Paks, Esztergom; 1876–77: Kecskemét; 1877: Szentes, Eger, Szarvas; 1877–78: Eger; 1878: Rozsnyó, Esztergom, Balassagyarmat; 1878–79: Nyitra; 1879: Nagyszombat, Nyitra, Léva; 1879–80: Nyitra; 1880: Nagyszombat, Érsekújvár; 1880–81: Nyitra; 1881: Trencsén, Léva; 1881–82: Besztercebánya; 1882: Eger, Rimaszombat, Jászberény, Halas; 1882–83: Baja; 1883: Eger, Gyöngyös, Érsekújvár, Esztergom; 1883–84: Kecskemét; 1884: Nagykőrös, Nagyabony; 1884–85: Hajdúböszörmény; 1885: Hajdúnánás, Büdszentmihály, Hajdúnánás, Hajdúböszörmény, Nagykálló, Nyírbátor, Abrudbánya; 1886–87: Paks, Szekszárd; 1887: Siklós, Siófok, Balatonsellye, Szigetvár; Szekszárd; 1887–88: Kunszentmiklós; 1888: Kalocsa, Tata, Komárom, Pápa; 1888–89: Kiscell; 1889: Körmend; 1889–90: Tata; 1890–91: Körmend; 1891: Németújvár.